# Estarvielle
Estarvielle település Franciaországban, Hautes-Pyrénées megyében. Lakosainak száma 34 fő (2022. január 1.). Estarvielle Cazaux-Fréchet-Anéran-Camors, Adervielle-Pouchergues, Loudervielle, Mont és Loudenvielle községekkel határos.

## Népesség
A település népességének változása:
| Lakosok száma | 31   | 28   | 30   | 34   | 37   | 38   | 39   | 43   | 38   | 34   |
|               | 2010 | 2013 | 2015 | 2016 | 2017 | 2018 | 2019 | 2020 | 2021 | 2022 |